# Champforgeuil
Champforgeuil és un municipi francès, situat al departament de Saona i Loira i a la regió de Borgonya - Franc Comtat. L'any 2007 tenia 2.269 habitants.

## Demografia

### Població
El 2007 la població de fet de Champforgeuil era de 2.269 persones. Hi havia 936 famílies, de les quals 260 eren unipersonals (116 homes vivint sols i 144 dones vivint soles), 320 parelles sense fills, 268 parelles amb fills i 88 famílies monoparentals amb fills.
La població ha evolucionat segons el següent gràfic:
Habitants censats

### Habitatges
El 2007 hi havia 1.020 habitatges, 952 eren l'habitatge principal de la família, 17 eren segones residències i 51 estaven desocupats. 727 eren cases i 287 eren apartaments. Dels 952 habitatges principals, 587 estaven ocupats pels seus propietaris, 334 estaven llogats i ocupats pels llogaters i 31 estaven cedits a títol gratuït; 22 tenien una cambra, 69 en tenien dues, 154 en tenien tres, 299 en tenien quatre i 408 en tenien cinc o més. 713 habitatges disposaven pel capbaix d'una plaça de pàrquing. A 458 habitatges hi havia un automòbil i a 395 n'hi havia dos o més.

### Piràmide de població
La piràmide de població per edats i sexe el 2009 era:
| Homes | Edats   | Dones |
| ----- | ------- | ----- |
| 0     | 95 o +  | 0     |
| 0     | 90 a 94 | 8     |
| 4     | 85 a 89 | 8     |
| 12    | 80 a 84 | 8     |
| 40    | 75 a 79 | 28    |
| 60    | 70 a 74 | 72    |
| 44    | 65 a 69 | 60    |
| 72    | 60 a 64 | 76    |
| 68    | 55 a 59 | 56    |
| 96    | 50 a 54 | 92    |
| 92    | 45 a 49 | 88    |
| 64    | 40 a 44 | 108   |
| 80    | 35 a 39 | 68    |
| 52    | 30 a 34 | 64    |
| 68    | 25 a 29 | 52    |
| 60    | 20 a 24 | 40    |
| 96    | 15 a 19 | 100   |
| 72    | 10 a 14 | 80    |
| 64    | 5 a 9   | 56    |
| 56    | 0 a 4   | 36    |

## Economia
El 2007 la població en edat de treballar era de 1.441 persones, 992 eren actives i 449 eren inactives. De les 992 persones actives 903 estaven ocupades (482 homes i 421 dones) i 89 estaven aturades (51 homes i 38 dones). De les 449 persones inactives 162 estaven jubilades, 127 estaven estudiant i 160 estaven classificades com a «altres inactius».

### Ingressos
El 2009 a Champforgeuil hi havia 952 unitats fiscals que integraven 2.318 persones, la mediana anual d'ingressos fiscals per persona era de 16.776 €.

### Activitats econòmiques
Dels 125 establiments que hi havia el 2007, 4 eren d'empreses extractives, 1 d'una empresa alimentària, 3 d'empreses de fabricació de material elèctric, 13 d'empreses de fabricació d'altres productes industrials, 28 d'empreses de construcció, 22 d'empreses de comerç i reparació d'automòbils, 8 d'empreses de transport, 8 d'empreses d'hostatgeria i restauració, 3 d'empreses financeres, 3 d'empreses immobiliàries, 19 d'empreses de serveis, 6 d'entitats de l'administració pública i 7 d'empreses classificades com a «altres activitats de serveis».
Dels 31 establiments de servei als particulars que hi havia el 2009, 1 era una oficina bancària, 4 tallers de reparació d'automòbils i de material agrícola, 1 autoescola, 4 paletes, 2 guixaires pintors, 5 fusteries, 2 lampisteries, 6 electricistes, 3 perruqueries i 3 restaurants.
Dels 2 establiments comercials que hi havia el 2009, 1 era un hipermercat i 1 una botiga de menys de 120 m².

## Equipaments sanitaris i escolars
L'únic equipament sanitari que hi havia el 2009 era una farmàcia.
El 2009 hi havia 2 escoles maternals i 2 escoles elementals.

## Poblacions més properes
El següent diagrama mostra les poblacions més properes.